# Elecciones municipales de Valparaíso de 2024
Las elecciones municipales de Valparaíso de 2024 se llevaron a cabo el 26 y 27 de octubre de 2024 para elegir a los ciudadanos que ejercerán los cargos de alcalde/sa y concejales de la comuna de Valparaíso. La elección se celebró simultáneamente con elecciones regionales y municipales en todo Chile

## Sistema electoral
La Municipalidad de Valparaíso es el órgano encargado de la administración y el gobierno local de la comuna. Está compuesta por un alcalde o alcaldesa y un Concejo Municipal. 
Las autoridades municipales se eligen mediante sufragio universal. Pueden votar todos los ciudadanos mayores de 18 años, tanto chilenos como extranjeros que hayan residido legalmente en Chile durante al menos cinco años, siempre que estén inscritos en el padrón electoral, residan en la comuna de Valparaíso y tengan plenos derechos políticos.
El Concejo Municipal está integrado por 10 concejales, elegidos por voto directo cada cuatro años. La distribución de escaños se realiza mediante un sistema de representación proporcional, utilizando el método d'Hondt.

## Composición del Concejo Municipal de Valparaíso
La siguiente tabla muestra la composición del Concejo Municipal de Valparaíso electo en los anteriores comicios.
| Pactos y coaliciones | Pactos y coaliciones          | Partidos | Partidos | Esc. | Total |
| -------------------- | ----------------------------- | -------- | -------- | ---- | ----- |
|                      | Chile Digno, Verde y Soberano |          | PCCh     | 1    | 3     |
|                      | Chile Digno, Verde y Soberano | IND      | 2        |      | 3     |
|                      | Frente Amplio                 |          | CS       | 1    | 2     |
|                      | Frente Amplio                 | IND      | 1        |      | 2     |
|                      | Unidad por el Apruebo         |          | PPD      | 1    | 2     |
|                      | Unidad por el Apruebo         | IND      | 1        |      | 2     |
|                      | Chile Vamos                   |          | RN       | 1    | 2     |
|                      | Chile Vamos                   | UDI      | 1        |      | 2     |
|                      | Unidos por la Dignidad        |          | IND      | 1    | 1     |

## Partidos y candidatos
A continuación se muestra una lista de los partidos y pactos electorales que participarán en la elección:
| Candidatura | Candidatura | Partidos y coaliciones | Candidatos | Candidatos       | Ideología                                      | Resultado previo | Resultado previo | Ref.  |
| Candidatura | Candidatura | Partidos y coaliciones | Candidatos | Candidatos       | Ideología                                      | Votos (%)        | Con.             | Ref.  |
| ----------- | ----------- | --- | ---------- | ---------------- | ---------------------------------------------- | ---------------- | ---------------- | ----- |
|             | CCHM        | Lista - Contigo Chile Mejor (CCHM) – Frente Amplio (FA) – Partido Comunista de Chile (PCCh) – Partido Socialista de Chile (PS) – Partido Demócrata Cristiano (PDC) – Partido por la Democracia (PPD) – Partido Radical de Chile (PR) – Federación Regionalista Verde Social (FREVS) – Partido Liberal de Chile (PL) – Acción Humanista (AH) |            | Camila Nieto     | Progresismo                                    | 7.04%            | 8                | [ 2 ] |
|             | PLR         | Lista - Republicanos e Independientes – Partido Republicano de Chile (PRCh) |            | Rafael González  | Ultraconservadurismo Populismo de derecha      | Nuevo            | Nuevo            | [ 2 ] |
|             | PDG         | Lista - Partido de la Gente e Independientes – Partido de la Gente (PDG) |            | Juan Valenzuela  | Populismo de derecha                           | Nuevo            | Nuevo            | [ 2 ] |
|             | PSC         | Lista - Partido Social Cristiano e Independientes – Partido Social Cristiano (PSC) |            | Alexis Oliveros  | Ultraconservadurismo Fundamentalismo cristiano | Nuevo            | Nuevo            | [ 2 ] |
|             | CD          | Lista - Centro Democrático (CD) – Amarillos por Chile (Amarillos) – Demócratas (D) |            | Marcela Figueroa | Democracia cristiana                           | Nuevo            | Nuevo            | [ 2 ] |
|             | IND         | Lista - Independiente (IND) |            | Carla Meyer      | Localismo                                      | Nuevo            | Nuevo            | [ 2 ] |
|             | IND         | Lista - Independiente (IND) |            | Rodrigo Díaz     | Localismo                                      | Nuevo            | Nuevo            | [ 2 ] |
|             | IND         | Lista - Independiente (IND) |            | Zuliana Araya    | Localismo                                      | Nuevo            | Nuevo            | [ 3 ] |

## Sondeos de opinión
Las siguientes tablas enumeran las estimaciones de la intención de voto en orden cronológico inverso, mostrando las más recientes primero y utilizando las fechas en las que se realizó el trabajo de campo de la encuesta. Cuando se desconocen las fechas del trabajo de campo, se proporciona la fecha de publicación.

### Intención de voto
La siguiente tabla enumera las estimaciones ponderadas (sin incluir votos en blanco y nulos) de la intención de voto.
| Encuestadora/Medio               | Fecha          | Muestra | Camila Nieto        | Rafael González | Juan Valenzuela | Alexis Oliveros | Marcela Figueroa | Carla Maeyer | Rodrigo Díaz | Zuliana Araya | Dif. |      |     |     |   |
| -------------------------------- | -------------- | ------- | ------------------- | --------------- | --------------- | --------------- | ---------------- | ------------ | ------------ | ------------- | ---- | ---- | --- | --- | - |
| Encuestadora/Medio               | Fecha          | Muestra | Panel Ciudadano/UDD | 24–26 sep 2024  | 404             | 26.7            | 26.7             | 13.3         | 1.3          | 2.7           | Dif. | 17.3 | 5.3 | 6.7 | — |
| Signos/El Mercurio de Valparaíso | 15–20 sep 2024 | 402     | 26.7                | 20.8            | 7.6             | 3.1             | 6.1              | 26.4         | 3.1          | 6.3           | 0.3  |      |     |     |   |
| Panel Ciudadano/UDD              | 22–28 ago 2024 | 401     | 24.6                | 27.5            | 13.0            | 2.9             | 4.3              | 18.8         | 8.7          | –             | 2.9  |      |     |     |   |

### Preferencias de voto
La siguiente tabla enumera las preferencias de voto en bruto (incluyendo blancos, viciados y sin respuesta) y no ponderadas.
| Encuestadora/Medio               | Fecha          | Muestra | Camila Nieto        | Rafael González | Juan Valenzuela | Alexis Oliveros | Marcela Figueroa | Carla Maeyer | Rodrigo Díaz | Zuliana Araya | B/V  | NS/NO | Dif. |    |   |   |    |    |   |
| -------------------------------- | -------------- | ------- | ------------------- | --------------- | --------------- | --------------- | ---------------- | ------------ | ------------ | ------------- | ---- | ----- | ---- | -- | - | - | -- | -- | - |
| Encuestadora/Medio               | Fecha          | Muestra | Panel Ciudadano/UDD | 24–26 sep 2024  | 404             | 20              | 20               | 10           | 1            | 2             | B/V  | NS/NO | Dif. | 13 | 4 | 5 | 25 | 25 | — |
| Signos/El Mercurio de Valparaíso | 15–20 sep 2024 | 402     | 18.3                | 14.3            | 5.2             | 2.1             | 4.2              | 18.1         | 2.1          | 4.3           | 31.4 | 31.4  | 0.2  |    |   |   |    |    |   |
| Panel Ciudadano/UDD              | 22–28 ago 2024 | 401     | 17                  | 19              | 9               | 2               | 3                | 13           | 6            | –             | 31   | 31    | 2    |    |   |   |    |    |   |
| Panel Ciudadano/UDD              | 11 ago 2024    | ?       | 12                  | 21              | 6               | –               | –                | 13           | 9            | 7             | 32   | 32    | 9    |    |   |   |    |    |   |
| Panel Ciudadano/UDD              | 26–27 jul 2024 | 478     | 16                  | 17              | 6               | –               | –                | 13           | 8            | –             | 32   | 32    | 1    |    |   |   |    |    |   |
| Panel Ciudadano/UDD              | 8–9 jun 2024   | 468     | 17                  | 25              | 3               | –               | 8                | –            | –            | –             | 47   | 47    | 8    |    |   |   |    |    |   |